# Korona Spółka Akcyjna
O Korona Spółka Akcyjna (nome oficial) ou Korona Kielce, é um clube de futebol polonês da cidade de Kielce que disputa o Ekstraklasa Tem os seus jogos no Estadio conhecido por Municipal em Kielce.

## Estádio

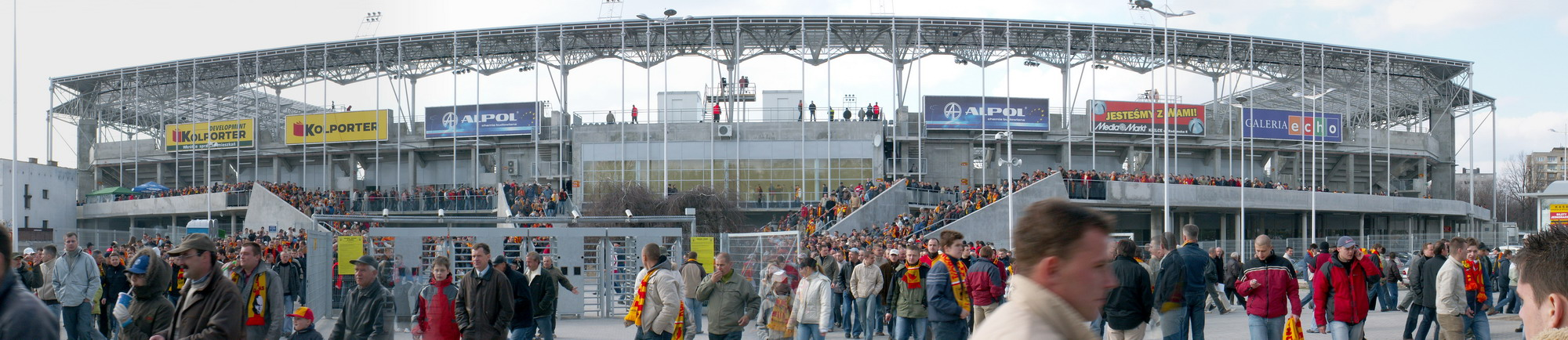
Estádio Municipal em Kielce

## Ver também

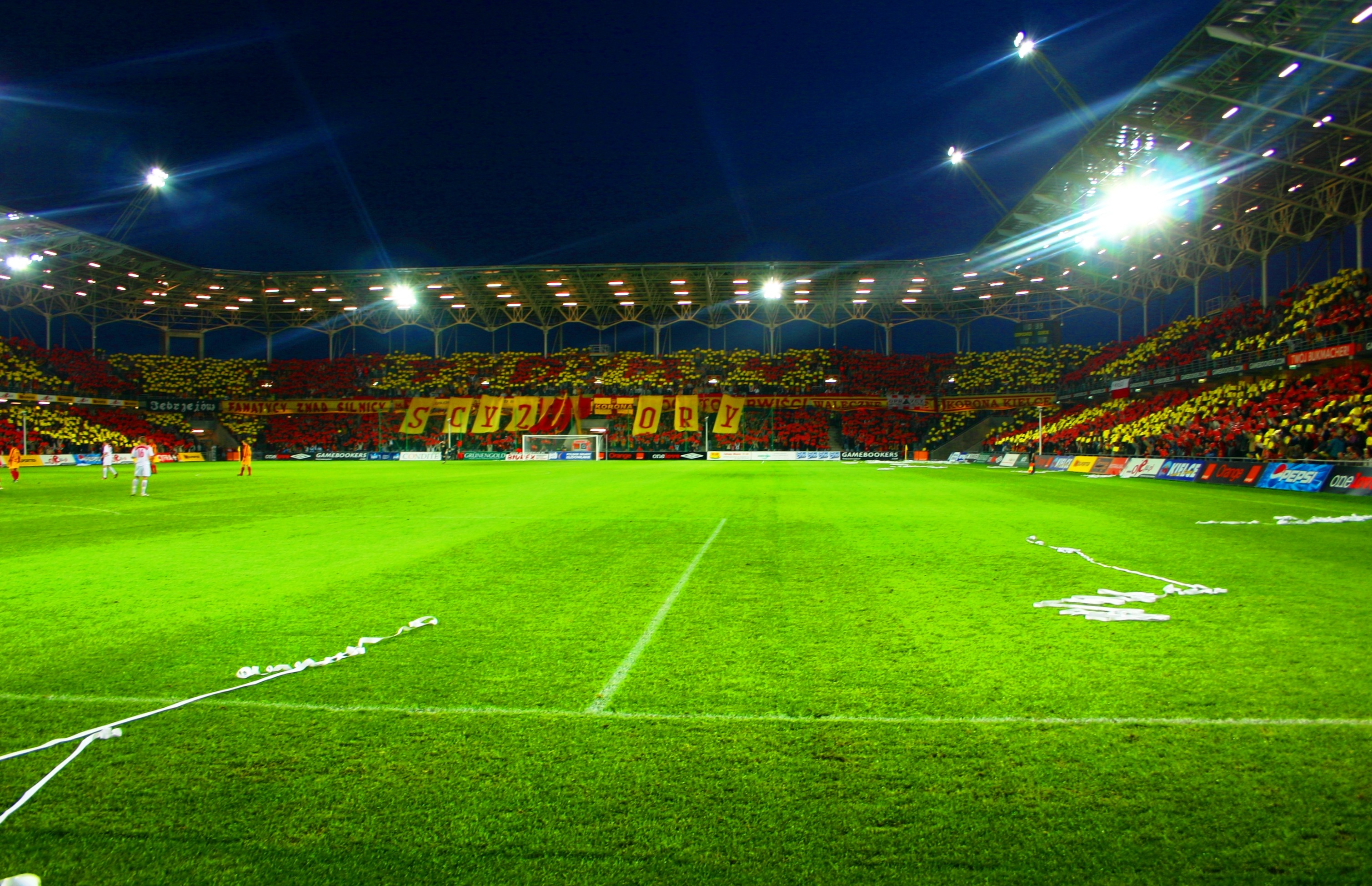
Estádio do Korona Kielce

## Títulos
- 2ª Liga Polonesa
  - (1): 2005
- 3ª Liga Polonesa
  - (1): 2004